# 雙頭鷹之死
《雙頭鷹之死》是一部由尚·考克多導演的1948年法國電影，改編自考克多原創的同名舞臺劇，此劇曾於1946年演出。而舞台劇中的幾位主角飾演者全部於電影中再次出演相同角色。此劇靈感源自奧地利帝國的伊莉莎白皇后（即茜茜公主）。

## 演員表
- 愛雲·佛耶荷（英语：Edwige Feuillère） 飾 王后
- 尚·馬赫 飾 史坦尼斯拿斯
- 希薇雅·蒙福（英语：Silvia Monfort） 飾 艾蒂·貝格
- 尚·德布庫（英语：Jean Debucourt） 飾 菲利士·韋倫斯坦
- 賈克·范倫（英语：Jacques Varennes） 飾 佛恩伯爵
- 伊芳·布蕾（法语：Yvonne de Bray） 飾 女大公
- Ahmed Abdallah 飾 東尼

## 反響
電影於1948年9月在巴黎上映，法國影評對此片褒貶不一。評論認為電影豪華的品質和演員精彩的表演無疑是此片的亮點，然而也有人認為電影矯揉造作，彷彿來自另一個時代，且考克多並沒有從先前舞台劇的基礎上充分詮釋這部電影。
當影片於1948年在紐約及1949年在倫敦上映後，來自《紐約時報》和《泰晤士報》的影評都顯示出類似的褒貶混合式評價。相較考克多在20世紀40年代執導的其他影片，這部電影則受到較少關注。

## 外部連結
- 互联网电影数据库（IMDb）上《雙頭鷹之死》的资料（英文）
- AllMovie上《雙頭鷹之死》的资料（英文）
- 雙頭鷹之死建檔於英國電影學會 （英文）
- L'Aigle à deux têtes （页面存档备份，存于） at filmsdefrance.com （英文）